# Christian Bakkerud
Christian Bakkerud (Copenhague, 3 de noviembre de 1984-Tooting, 11 de septiembre de 2011) fue un piloto de automovilismo danés. Entre otras categorías, participó en GP2 Series y en el Deutsche Tourenwagen Masters.

## Trayectoria
Inicia su carrera en 1995 participando en diferentes campeonatos de karting hasta 2001, un año después disputa el campeonato alemán de Fórmula BMW para los equipos VIVA Racing y Team Rosberg terminando en el 15º puesto al final del campeonato. En 2004 disputa algunas etapas del mismo campeonato para el Team Rosberg terminando en el lugar 24. Para el año 2004 pasa a la versión inglesa de la Fórmula BMW obteniendo mejores resultados con el equipo Carlin Motorsport quedando de undécimo.
Para 2005 y 2006 participa en la Fórmula 3 inglesa con el equipo Carlin ambos años quedando en los puestos 7 y 6 respectivamente. En 2005 también fue al Gran Premio de Macao quedando en el puesto 7. En 2006 participa en la Masters de Fórmula 3 quedando 16º.

### GP2 Series

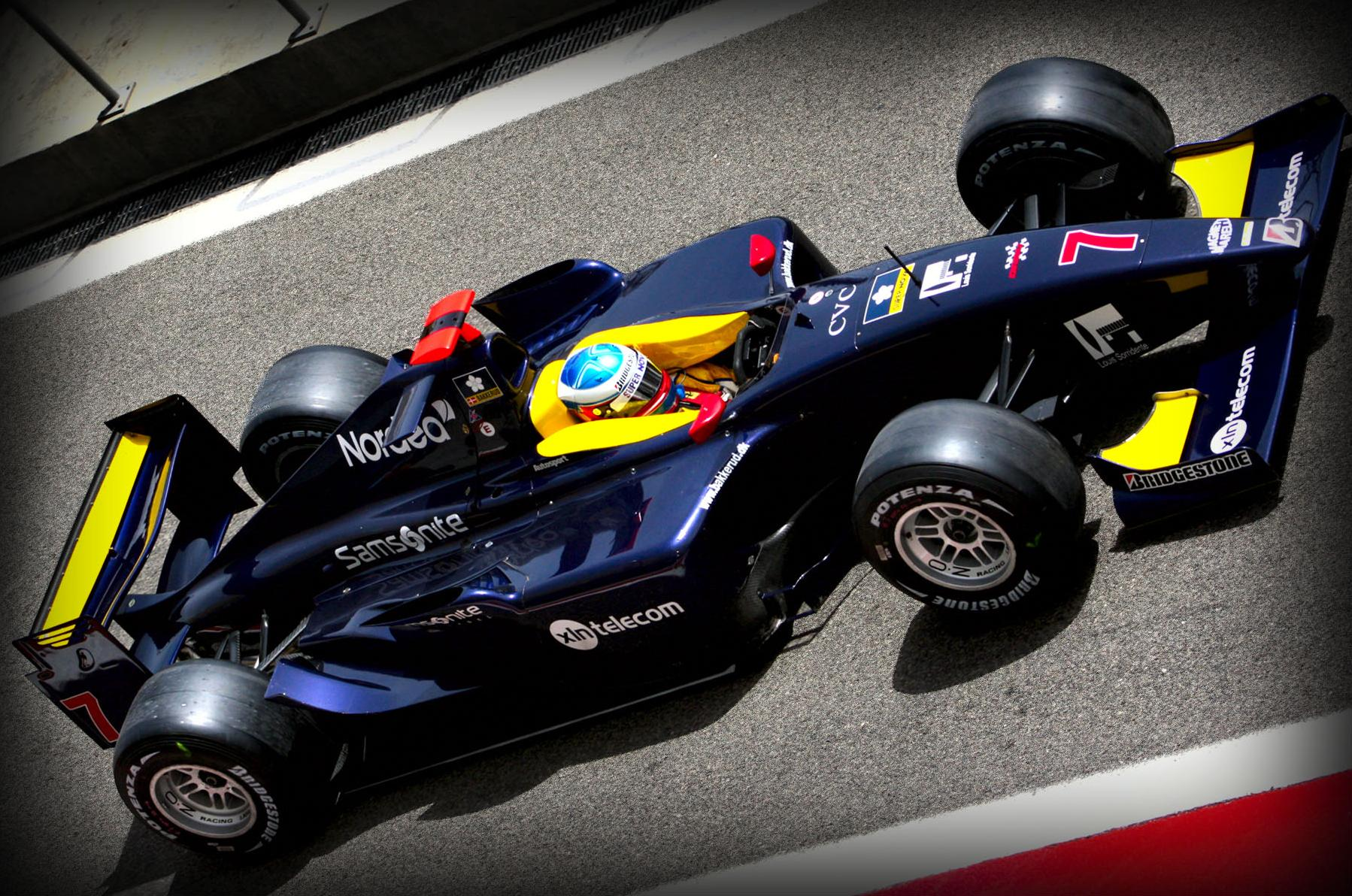
Christian Bakkerud en Super Nova.

Debuta en la GP2 Series para la temporada 2007 para el equipo británico David Price Racing (DPR). Para la temporada siguiente disputa algunas citas sustituyendo a otros pilotos.

### DTM, Le Mans y retirada
En el año 2008 alterna la DTM con las 24 Horas de Le Mans, en la primera no consigue puntuar en ninguna cita y en las 24 horas logra terminar, no así le ocurriría el año siguiente donde no terminó la gran prueba. Después de esta carrera anuncia que deja el mundo del automovilismo y hasta el día de su muerte, trabajaba como gerente de importación en una empresa de transportes.

## Muerte
El 10 de septiembre de 2011, Bakkerud tuvo un accidente de tránsito en Wimbledon. Falleció un día después a causa de las heridas. Fue enterrado en el antiguo cementerio de Hornbæk-Dronningmølle, en su Dinamarca natal.

## Resultados

### GP2 Series
(Clave) (negrita indica pole position) (cursiva indica vuelta rápida puntuable)

| Año  | Escudería          | 1   | 1   | 2   | 2   | 3   | 3   | 4   | 4   | 5   | 5   | 6   | 6   | 7   | 7   | 8   | 8   | 9   | 9   | 10  | 10  | 11  | 11  | Pos. | Puntos | Ref.  |
| ---- | ------------------ | --- | --- | --- | --- | --- | --- | --- | --- | --- | --- | --- | --- | --- | --- | --- | --- | --- | --- | --- | --- | --- | --- | ---- | ------ | ----- |
| 2007 | David Price Racing | SAK | SAK | BAR | BAR | MON | MON | MAG | MAG | SIL | SIL | NÜR | NÜR | BUD | BUD | EST | EST | MNZ | MNZ | SPA | SPA | VAL | VAL | 32.º | 0      | [ 6 ] |
| 2007 | David Price Racing | 13  | Ret | 12  | Ret | Ret | Ret | Ret | 12  | Ret | 21  | Ret | 18  | Ret | DNS | DNQ | DNQ |     |     | 12  | Ret | Ret | Ret | 32.º | 0      | [ 6 ] |
| 2008 | Super Nova Racing  | BAR | BAR | EST | EST | MON | MON | MAG | MAG | SIL | SIL | HOC | HOC | BUD | BUD | VAL | VAL | SPA | SPA | MNZ | MNZ |     |     | 27.º | 0      | [ 7 ] |
| 2008 | Super Nova Racing  | Ret | DNS |     |     | 10  | Ret |     |     |     |     |     |     |     |     |     |     |     |     |     |     |     |     | 27.º | 0      | [ 7 ] |

### GP2 Asia Series
(Clave) (negrita indica pole position) (cursiva indica vuelta rápida puntuable)

| Año  | Escudería                | 1    | 1    | 2   | 2   | 3   | 3   | 4   | 4   | 5    | 5    | Pos. | Puntos | Ref.  |
| ---- | ------------------------ | ---- | ---- | --- | --- | --- | --- | --- | --- | ---- | ---- | ---- | ------ | ----- |
| 2008 | Super Nova International | YMC1 | YMC1 | SEN | SEN | KUA | KUA | SAK | SAK | YMC2 | YMC2 | 27.º | 0      | [ 8 ] |
| 2008 | Super Nova International | Ret  | 11   | Ret | 14  | Ret | Ret | Ret | Ret | Ret  | 9    | 27.º | 0      | [ 8 ] |

### Deutsche Tourenwagen Masters
(Clave) (negrita indica pole position) (cursiva indica vuelta rápida)

| Año     | Escudería        | Automóvil        | 1      | 2      | 3      | 4       | 5   | 6      | 7      | 8      | 9       | 10     | Pos. | Puntos |
| ------- | ---------------- | ---------------- | ------ | ------ | ------ | ------- | --- | ------ | ------ | ------ | ------- | ------ | ---- | ------ |
| 2009    | Kolles Futurecom | Audi A4 DTM 2007 | HOC 14 | LAU 14 | NOR 15 | ZAN DSQ | OSC | NÜR 13 | BRH 16 | CAT 17 | DIJ Ret | HOC 12 | 19.º | 0      |
| Fuente: |                  |                  |        |        |        |         |     |        |        |        |         |        |      |        |

### 24 Horas de Le Mans
| Año  | Equipo | Copilotos                         | Automóvil    | Clase | Vueltas | Pos. | Pos. Clase |
| ---- | ------ | --------------------------------- | ------------ | ----- | ------- | ---- | ---------- |
| 2009 | Kolles | Christijan Albers Giorgio Mondini | Audi R10 TDI | LMP1  | 360     | 9.º  | 9.º        |
| 2010 | Kolles | Oliver Jarvis Christijan Albers   | Audi R10 TDI | LMP1  | 331     | DNF  | DNF        |